# Antalaha
Antalaha – miasto w północno-wschodnim Madagaskarze, w dystrykcie Antalaha, w regionie Sofia. Według spisu z 2018 roku liczy 67,9 tys. mieszkańców i jest dziesiątym co do wielkości miastem w kraju. Miasto uznawane jest za światową stolicę wanilii.